# Gustave-Adolphe Hirn
Gustave-Adolphe Hirn, född 21 augusti 1815 i Logelbach nära Colmar i Alsace, död 14 januari 1890 i Colmar, var en fransk fysiker.
Hirn var från 1834 anställd som ingenjör vid sin morfars kattuntryckeri, från 1842 bomullsspinneri och väveri, i Logelbach, men han ägnade sig även med stor framgång åt vetenskaplig forskning, främst inom i termodynamiken, bland annat i teorin för ångmaskiner. Hans skrifter publicerades dels i franska Vetenskapsakademiens "Comptes rendus" och i "Bulletin de la Société industrielle de Mulhouse", dels som självständiga arbeten. Han valdes 1867 till korresponderande ledamot av Franska vetenskapsakademien och 1873 till utländsk ledamot av svenska Vetenskapsakademien.